# Eupithecia cinerascens
Eupithecia cinerascens är en fjärilsart som beskrevs av Johan Martin Jacob af Tengström 1875. Eupithecia cinerascens ingår i släktet Eupithecia och familjen mätare. Inga underarter finns listade i Catalogue of Life.